# Деканат Гросварасдорф
Деканат Гросварасдорф — деканат католической епархии Айзенштадт.
Деканат включает в себя 9 приходов.

## Приходы с церковными зданиями
| Приход                                                     | Святой покровитель  | Церковное здание   | Церковное здание   |
| Гросварасдорф (нем. Großwarasdorf / хорв. Veliki Borištof) | Димитрий Солунский  | Приходская церковь | Приходская церковь |
| Клайнварасдорф (Kleinwarasdorf / Mali Borištof)            | Святая Анна         | Приходская церковь | Приходская церковь |
| Кроатиш-Гересдорф (Kroatisch Geresdorf / Gerištof)         | Андрей Первозванный | Приходская церковь | Приходская церковь |
| Кроатиш-Минихоф (Kroatisch Minihof / Mjenovo)              | Троица              | Приходская церковь | Приходская церковь |
| Луцмансбург (Lutzmannsburg / Lucman)                       | Святой Вит          | Приходская церковь | Приходская церковь |
| Неберсдорф (Nebersdorf / Šuševo)                           | Собор всех святых   | Приходская церковь | Приходская церковь |
| Никич (Nikitsch / Filež)                                   | Лаврентий Римский   | Приходская церковь | Приходская церковь |
| Унтерпуллендорф (Unterpullendorf / Dolnja Pulja)           | Апостол Варфоломей  | Приходская церковь | Приходская церковь |
| Франкенау (Frankenau / Frakanava)                          | Собор всех святых   | Приходская церковь | Приходская церковь |

## Внешние ссылки
- Официальный сайт епархии Айзенштадта  (нем.)
- Информация об епархии Айзенштадта  (англ.)
- Диоцез Айзенштадт  (нем.)
- Диоцез Айзенштадт (обзорная информация)  (нем.)
- Деканаты диоцеза Айзенштадт Dekanate  (нем.)
- Приходы диоцеза Айзенштадт Pfarren  (нем.)